# Mutiny Bootleg E.P.
Mutiny Bootleg E.P. è il primo lavoro da solista di Ben Moody, pubblicato dall'etichetta discografica FNR il 16 dicembre 2008.
L'EP, che è stato prodotto dallo stesso Ben, ex chitarrista degli Evanescence, contiene quattro canzoni, le quali, ad eccezione di Everything Burns, verranno inserite nell'album di debutto di Moody, intitolato All for This.

## Tracce
Testi e musiche di Ben Moody
1. Never Turn Back – 4:18
2. Everything Burns (feat. Hana Pestle) – 4:01
3. The Way We Are – 4:07
4. Wishing Well – 4:38

## Musicisti
- Ben Moody – voce, chitarre, tastiere, basso, percussioni
- Hana Pestle – cori, violino; voce in Everything Burns